# Pyroderces apicinotella
Pyroderces apicinotella ist ein Schmetterling (Nachtfalter) aus der Familie der Prachtfalter (Cosmopterigidae).

## Merkmale
Die Falter erreichen eine Flügelspannweite von 8 bis 9 Millimeter. Der Kopf ist gelblich weiß. Die Fühler sind graubraun und beidseitig gewimpert. Eine weiße Linie reicht vom Fühlerbasisglied (Scapus) bis zu einem Viertel der Fühlerlänge. Der Thorax ist graubraun und hinten weiß gesäumt. Die Tegulae sind graubraun. Die Vorderflügel sind gelblich weiß und vor allem in der Basalregion stark graubraun durchmischt. Dieser grau verdunkelte Bereich wird durch eine schräg nach innen verlaufende, unregelmäßige, gelblich weiße Binde bei einem Drittel der Vorderflügellänge unterbrochen. Eine zweite Unterbrechung erfolgt durch eine breitere, gelblich weiße Binde in der Flügelmitte. Sie weitet sich in Richtung des Flügelinnenrandes. Am Apex befindet sich eine knieförmig gebogene Binde, an die sich ein dunkelbrauner Apikalstrich anschließt, der bis in die Fransenschuppen hineinreicht. Die Fransenschuppen sind fahl ockerfarben. Die Hinterflügel sind fahl grau, die basale Hälfte ist graubraun durchmischt. Die Fransenschuppen sind an der Costalader und an der Basis des Flügelinnenrandes fahl gelb.
Bei den Männchen ist das Tegumen lang und distal leicht zugespitzt. Die Brachia sind stark gekrümmt. Das rechte Brachium ist an der Spitze hakenförmig und etwa doppelt so lang wie das linke Brachium. Die Valven sind lang, schlank und haben distal ein stark gebogenes Haarbüschel. Der Aedeagus ist kurz und gestutzt und distal zugespitzt. Die linke Valvella ist dreieckig, die rechte ist stark reduziert. Die Genitalarmatur der Männchen ähnelt der von Pyroderces klimeschi, unterscheidet sich aber in der Form der Manica und der rechten Valvella.
Die Genitalarmatur der Weibchen wurde bisher nicht beschrieben.

## Verbreitung
Pyroderces apicinotella ist in Tunesien, Libyen und im Irak verbreitet.

## Biologie
Die Biologie der Art ist unbekannt. Die Falter wurden im Mai gesammelt.

## Systematik
Es sind folgende Synonyme bekannt:
- Lallia apicinotella Chrétien, 1915
- Blastodacna cinnamomina Turati, 1930
- Tenuipenna simplicella Amsel, 1959

## Belege
1. 1 2 3 4 5  J. C. Koster, S. Yu. Sinev: Momphidae, Batrachedridae, Stathmopodidae, Agonoxenidae, Cosmopterigidae, Chrysopeleiidae. In: P. Huemer, O. Karsholt, L. Lyneborg (Hrsg.): Microlepidoptera of Europe. 1. Auflage. Band 5. Apollo Books, Stenstrup 2003, ISBN 87-88757-66-8, S. 129 (englisch).